# شیبلوی علیا (میاندوآب)
شیبلوی علیا (میاندوآب)، روستایی از توابع بخش مرکزی شهرستان میاندوآب در استان آذربایجان غربی ایران است. این روستا، در زبان محلی به صورت شیبیلی (şibeyli) تلفظ می‌شود. در سال‌های اخیر، شیبلوی علیا با شیبلوی سفلی ادغام شده‌اند و کوی شیبیلو را تشکیل داده‌اند.در این روستا خاندان حسین سلیمانی شیبلوی علیا که افراد سرشناس روستا شمرده میشوند زندگی میکردند

## جمعیت
این روستا در دهستان زرینه‌رود شمالی قرار دارد و براساس سرشماری مرکز آمار ایران در سال ۱۳۸۵، جمعیت آن ۱٬۱۶۰ نفر (۲۹۳ خانوار) بوده‌است.